# Русаков, Георгий Северьянович
Гео́ргий Северья́нович Русако́в (1888, Кощино, Смоленская губерния, Российская империя — 1966, СССР) — советский партийный и государственный деятель. Активный участник строительства Советской власти на Северном Кавказе. Председатель Нальчикской окружной организации РКП(б).

## Биография
- 1903—1906 — ученик в булочной
- 1907 — арестован и судим за революционную деятельность.
- 1909 — Окончил Уманское училище земледелия и садоводства.
- с апреля 1917 года. — член РСДРП(б)
- после 1909 г. — садовник в имении помещика Рачинского, Бельский уезд Смоленской губернии
- в 1913 г. — арестован, приговорен к 8 годам тюрьмы за организацию крестьянского выступления. Отбывал заключение в Уфе, где и встретил 1917 год.
- После освобождения работал в цехе клюквенного экстрата кондитерской фабрики Жоржа Бормана в Санкт-Петербурге.
- с лета 1917 — инструктор-садовод Хасавюртовской продовольственной управы.
- с осени 1917 — член Хасавюртовского комитета ВКП(б).
- с осени 1917 — агроном-садовод в г. Нальчике, куда направлен С. М. Кировым. Был одним из организаторов Нальчикской окружной организации РСДРП(б).
- январь 1918 — январь 1919 — первый председатель Нальчикской окружной организации РСДРП(б). В январе 1919 года от Нальчикской организации РСДРП(б) выступал на съезде коммунистических организаций Северного Кавказа.
- зав. отделом пролетарской культуры Нальчикского окрисполкома.
- декабрь 1918 — начало 1919 гг. — председатель Нальчикского окружного реввоентрибунала;
- февраль 1919 г. — заболел тифом. Находясь на лечении г. Грозный был арестован белыми и приговорен к расстрелу. В июле 1919, по ходатайству генерала Бековича-Черасского, был переведен из Грозного «для пропагандистского суда» в Нальчик, где судом смертная казнь заменена длительным сроком заключения. В марте 1920 г. освобожден частями РККА.
- март 1920 г. — после освобождения Кабардино-Балкарии от белых занимался восстановлением Нальчикской окружной парторганизации, работал председателем Нальчикского городского народного совета, позднее занимал должность заведующего коммунально-хозяйственным отделом окружного ревкома, помощник прокурора Кабардино-Балкарской автономной области.
- начальник Донецкого окружного земельного управления
- зам. пред. Донецкого окрисполкома — член бюро окружкома партии
- 1927 — заместитель начальника Западно-Сибирского краевого земельного управления, г. Новосибирск
- 1929 — зам. начальника, начальник Хакасского областного земельного управления;
- 1929—1930 гг. — председатель, зам. председателя Казкрайколхозсоюза;
- 1930—1932 — зам. начальника Нижне-Волжского краевого земельного управления, г. Саратов;
- начальник Главного управления кормов Наркомата земледелия СССР, г. Москва
- директор НИИ Агролесомелиорации, г. Москва
- 1940—1949 — директор Похвистневского сельхозтехникума, Куйбышевская области
- с 1949 г. — персональный пенсионер союзного значения.

## Семья
Отец умер рано. Брат — Иван, член ВКП(б) с 1907 г., расстрелян фашистами в Смоленске в 1941 г.